# بيت مورتون
بيت مورتون (بالإنجليزية: Pete Morton)‏ هو مغن مؤلف بريطاني، ولد في 30 يوليو 1964 في ليستر في المملكة المتحدة.

## وصلات خارجية
- بيت مورتون على موقع ميوزك برينز (الإنجليزية)
- بيت مورتون على موقع ديسكوغز (الإنجليزية)